# 성복천
성복천(星福川)은 경기도 용인시 수지구 성복동 한남정맥(漢南正脈)에서 시작하여 하천의 물줄기가 수지구의 본류(本流)인 단국대학교 법화산으로부터 발원하는 탄천(炭川)과 합수되어 유역을 형성하고, 남에서 북으로 흐르는 한강(漢江)의 수계(水系, Drainage System)가 된다. 성복천(星福川)의 유로(流路) 시점은 성복동이고 종점은 죽전동이다. 도중에 풍덕천(新鳳川), 풍덕내(豊德來)로도 불리는 정평천이 합류한다. 